# Marokau (atolón)
Marokau es un atolón sito en el archipiélago de las Tuamotu en Polinesia Francesa que constituye con Ravahere, a 2 km al sur, el subgrupo de las Islas Dos Grupos. Forma parte de la comuna de Hikueru.

## Geografía

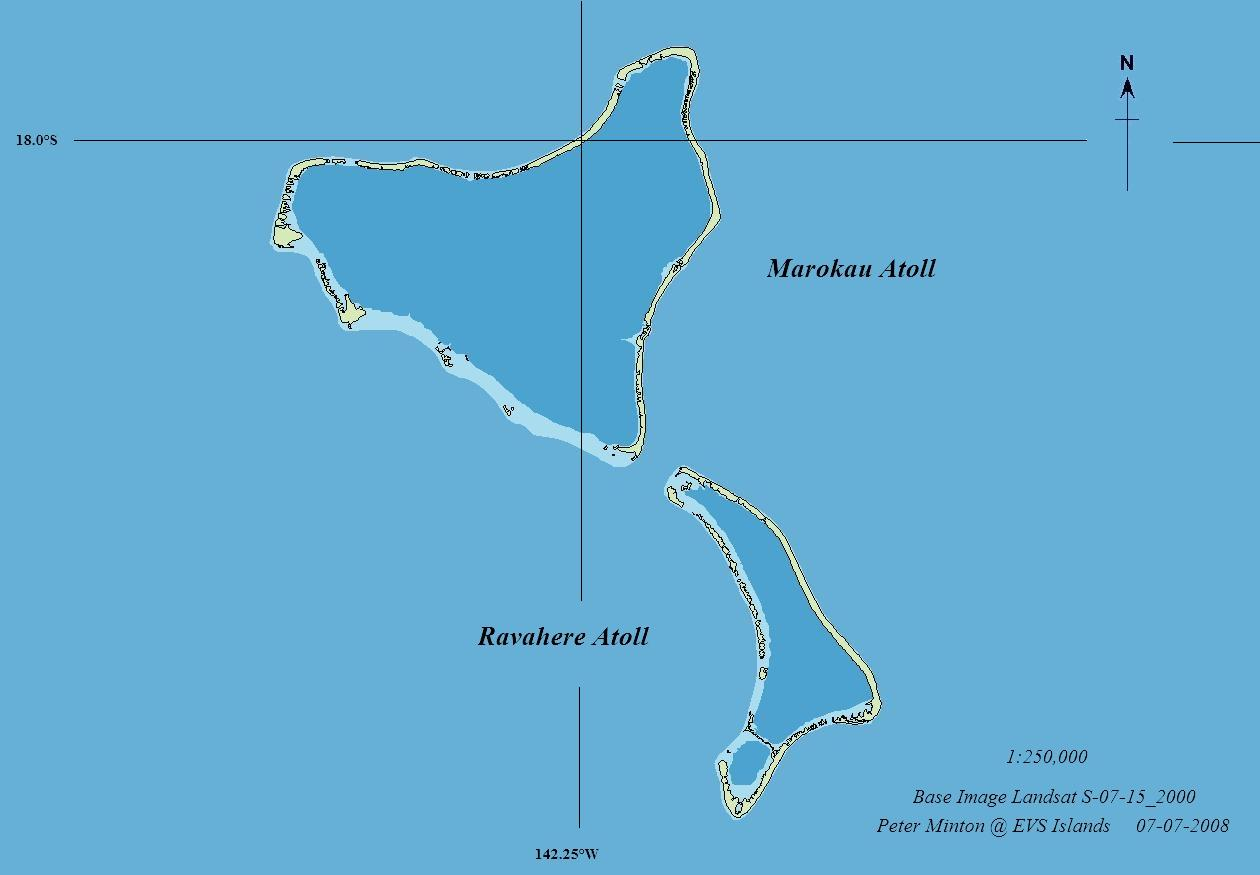
Mapa de Ravahere al sur y Marokau al norte.

Marokau está ubicado a 116 kilómetros al este del atolón de  Hao, a 46 kilómetros al suroeste del atolón de Hikueru, así como a 714 km al este de Tahití. Está a una distancia de 1,8 km de Ravahere con el cual forma prácticamente una única isla que da su nombre al conjunto de las «islas de los Dos Grupos». Se trata de un atolón de forma de triángulo equilátero de 22 km de lado con una superficie de tierras emergidas de 14,7 km². Su laguna cubre una superficie de 215,6 km² y es accesible por dos pasos, uno al este y el otro al norte cerca del pueblo principal de Vaiori.
Desde un punto de vista geológico, el atolón es la capa coralina (de algunos metros) que recubre la cumbre del monte volcánico submarino homónimo, que mide 3 490 metros — uno de los más elevados de la cadena de las Tuamotu — desde la corteza oceánica, formado hace aproximadamente entre 46,7 y 48,9 millones de años.
El atolón está habitado por un centenar de personas principalmente reagrupadas en el pueblo de Vaiori ubicado al norte del atolón.

## Historia
La primera mención al atolón fue hecha por el explorador francés Louis Antoine de Bougainville que desembarca en él en 1768. El 6 de abril de 1796, James Cook desembarca el atolón y lo asocia desde esta fecha con Ravahere para denominarlas en conjunto las Islas Dos Grupos. El atolón es visitado el 28 de febrero de 1826 por el navegador británico Edward Belcher.
En el siglo XIX, Marokau se incorpora como territorio francés, habitado en aquel entonces por unas 60 personas de origen polinesio. El 1873 se procede a la evangelización del atolón con la construcción de la iglesia de Nuestra Señora de los Ángeles, dependiente de la Archidiócesis de Papeete.
El atolón ha sido fuertemente abatido por un ciclón en 1903 provocando la muerte de 95 personas.

## Economía
Desde el siglo XIX hasta los años 1960, el atolón es un importante lugar de producción de ostras de nácar (con aproximadamente 5 a 10 toneladas producidas por año hacia 1920) y luego, tras la sobreexplotación del recurso natural, se desarrolla el cultivo de perlas con técnicas de trasplantes importados de Japón a partir de los años 1970. La población también se dedica a la producción de copra. 
A causa de su alejamiento y de la ausencia de aeródromo en el atolón, que se encuentra a tres horas de barco de Hikueru, no se ha desarrollado la actividad turística.